# Hirmoneura texana
Hirmoneura texana is een vliegensoort uit de familie van de Nemestrinidae. De wetenschappelijke naam van de soort is voor het eerst geldig gepubliceerd in 1908 door Theodore Dru Alison Cockerell.